# Drottninglilja
Drottninglilja (Lilium superbum) är en art i familjen liljeväxter. Förekommer i naturligt i östra USA. Arten odlas ibland som trädgårdsväxt i Sverige.

### Webbkällor
- Svensk Kulturväxtdatabas
- Wikimedia Commons har media som rör Drottninglilja.